# جان بیرن (بازیکن فوتبال، زاده ۱۹۴۹)
جان بیرن (انگلیسی: John Byrne؛ زادهٔ ۲۴ مارس ۱۹۴۹) ورزشکار اهل بریتانیا است.
از باشگاه‌هایی که در آن بازی کرده‌است می‌توان به باشگاه فوتبال ترانمره راورز اشاره کرد.